# Abtei Rommersdorf

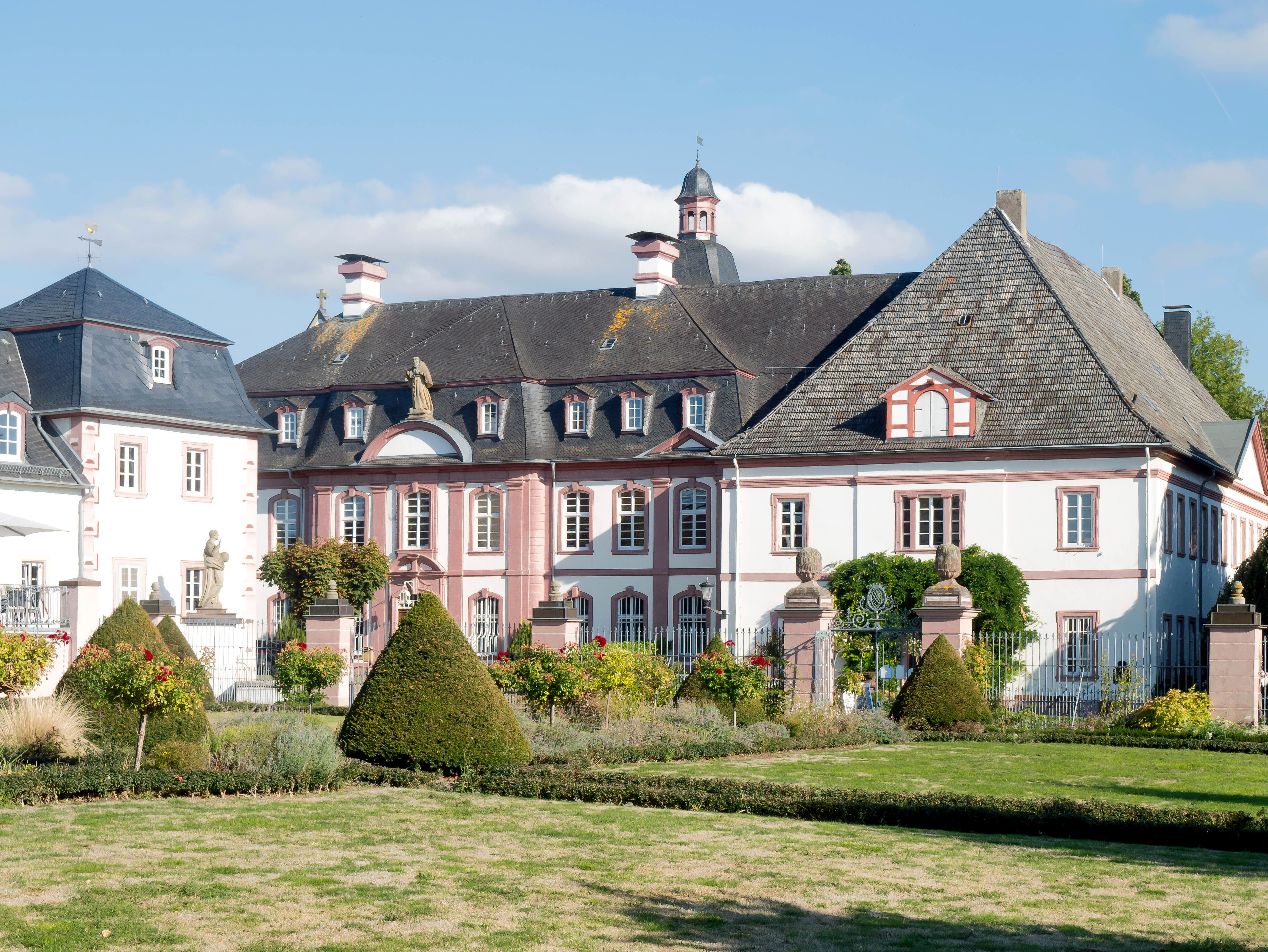
Blick auf Abts- und Konventsgebäude

Die Abtei Rommersdorf ist eine ehemalige Prämonstratenserabtei und die älteste Niederlassung dieses Ordens auf dem Gebiet des alten Erzbistums Trier.
Geographisch gesehen liegt die ehemalige Abtei im heutigen Neuwieder Stadtteil Heimbach-Weis in Rheinland-Pfalz. Heute beherbergt die Abtei eine Außenstelle des Landeshauptarchivs Koblenz.

## Geschichte

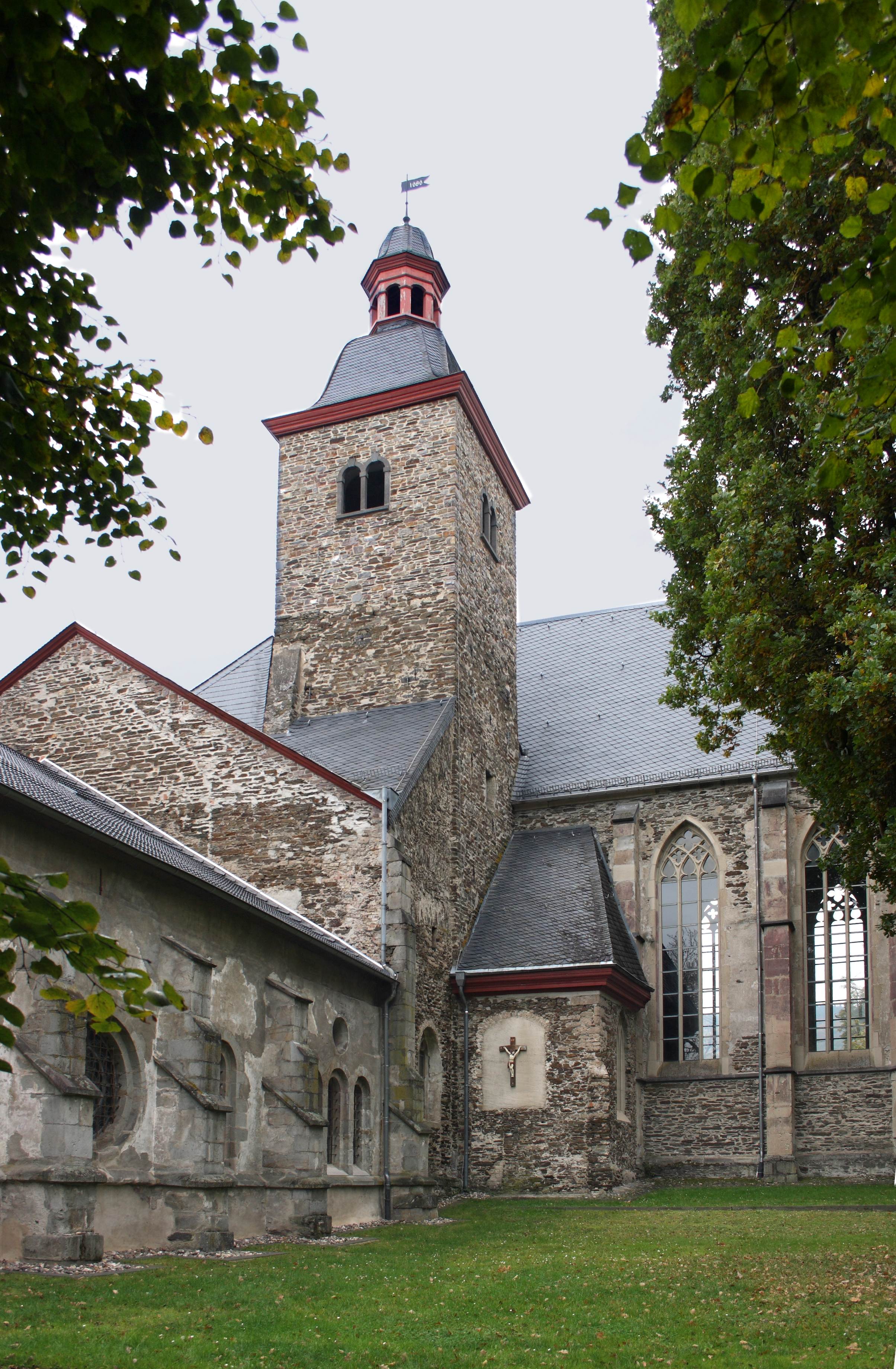
Blick auf die rekonstruierte Kirche und den Turm

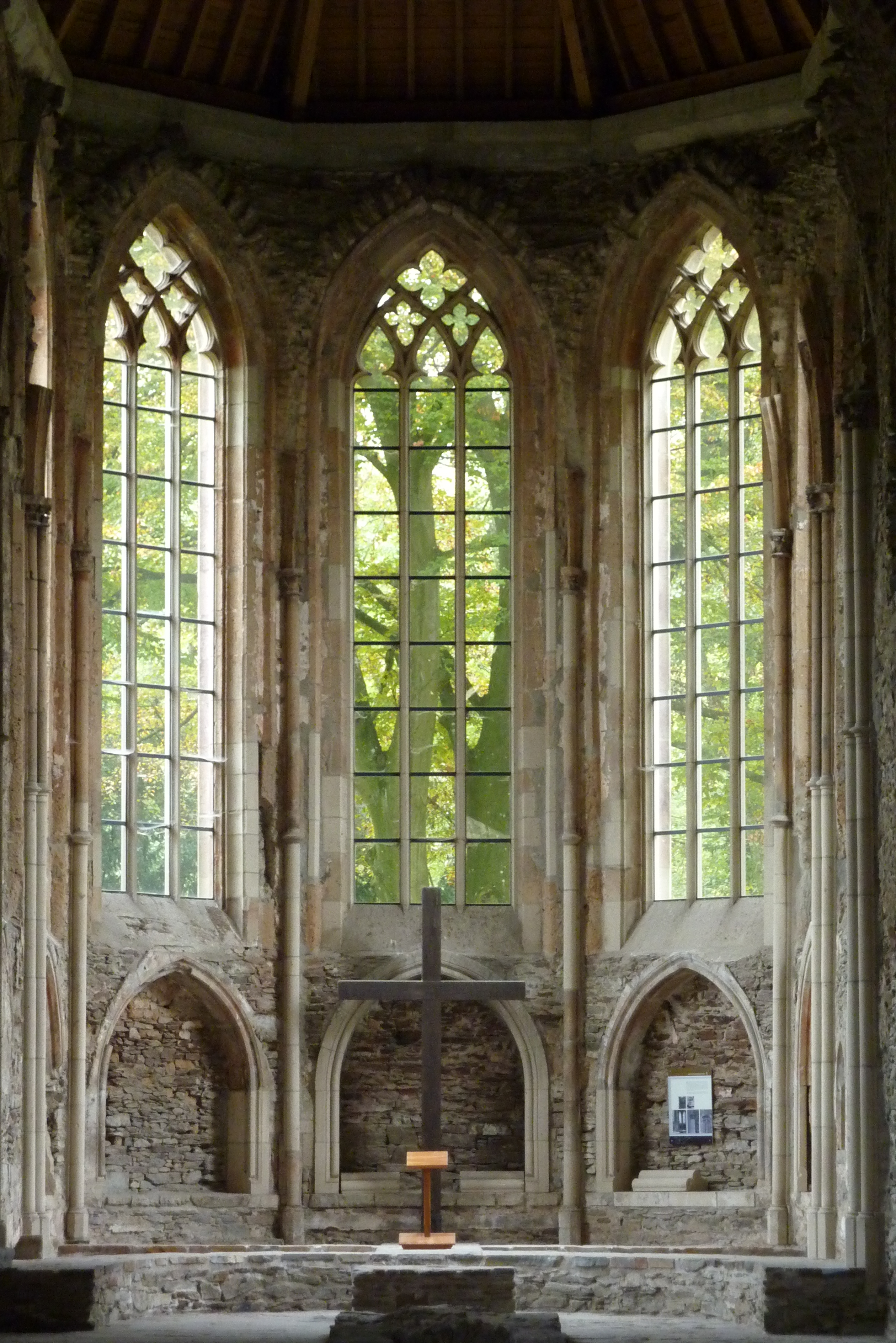
Chorraum

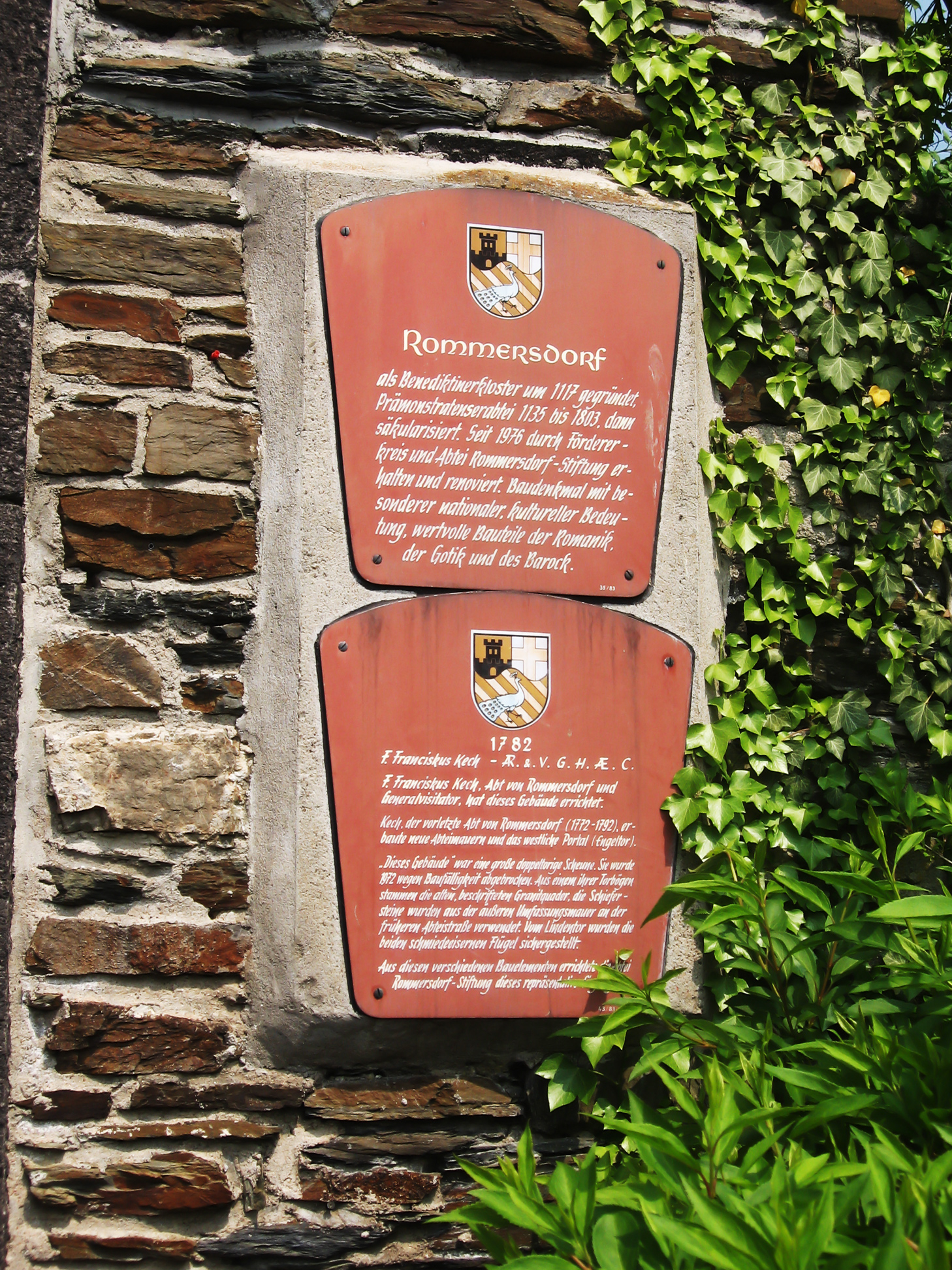
Tafeln am Eingangstor; Die Abkürzungen AR & V. G. H. Æ. C. bedeuten: Abbas Rommersdorfensis et Visitator Generalis Haec Ædificium Construxit, dt.: Abt v. Rommersdorf und Generalvisitator hat dieses Gebäude errichtet

Das Kloster wurde um 1117 dank einer Stiftung von Reginbold von Rommersdorf (auch: Rembold I. von Isenburg) gegründet. Die ersten dort ansässigen Geistlichen waren Benediktiner aus Schaffhausen. Schon nach wenigen Jahren verließen die Benediktiner den Ort wieder. Als Grund ist wohl die zu große Armut der Niederlassung anzunehmen. Nachdem die Benediktiner gegangen waren, verfiel Rommersdorf nach und nach.

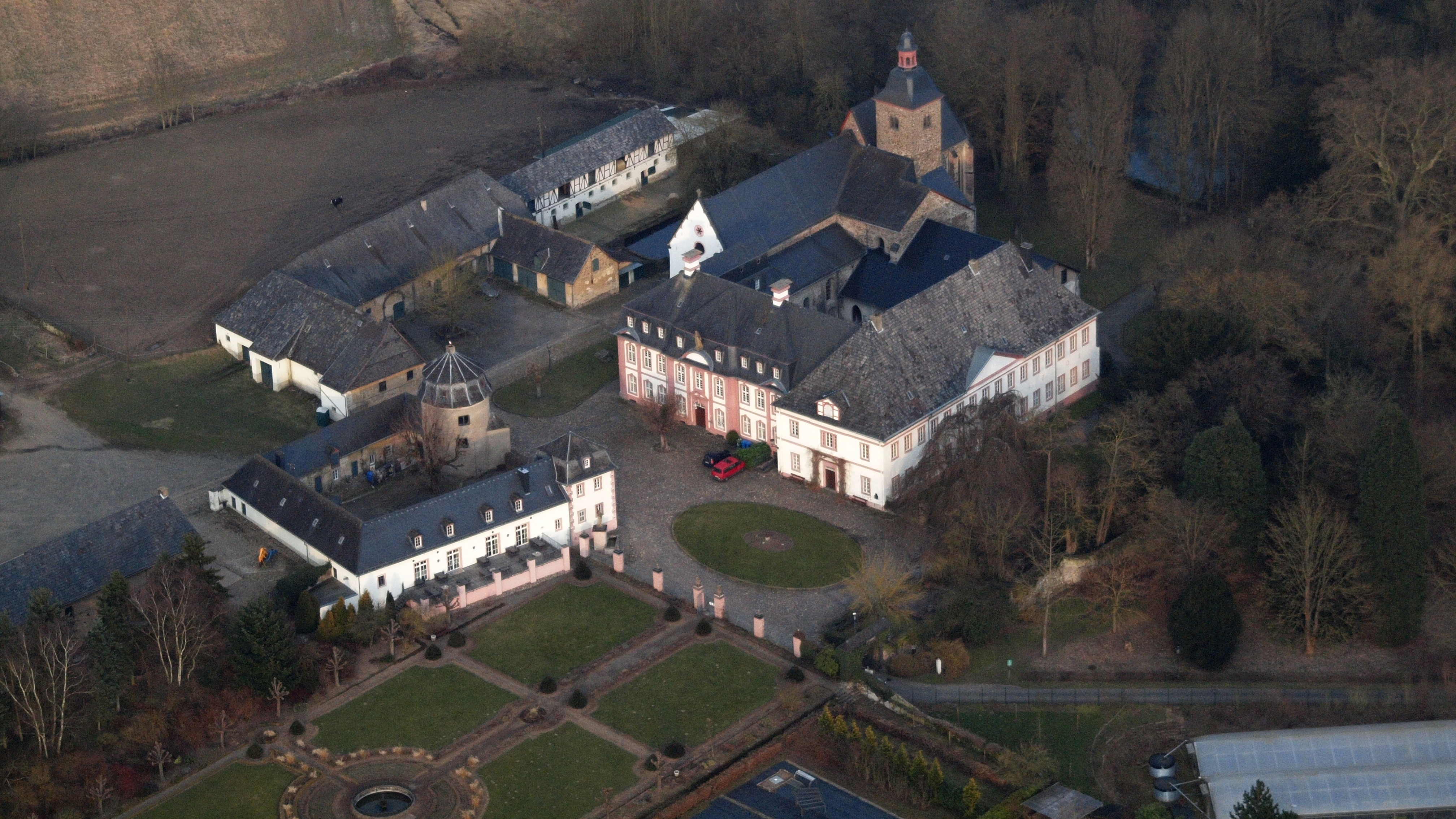
Abtei Rommersdorf, Luftaufnahme (2015)
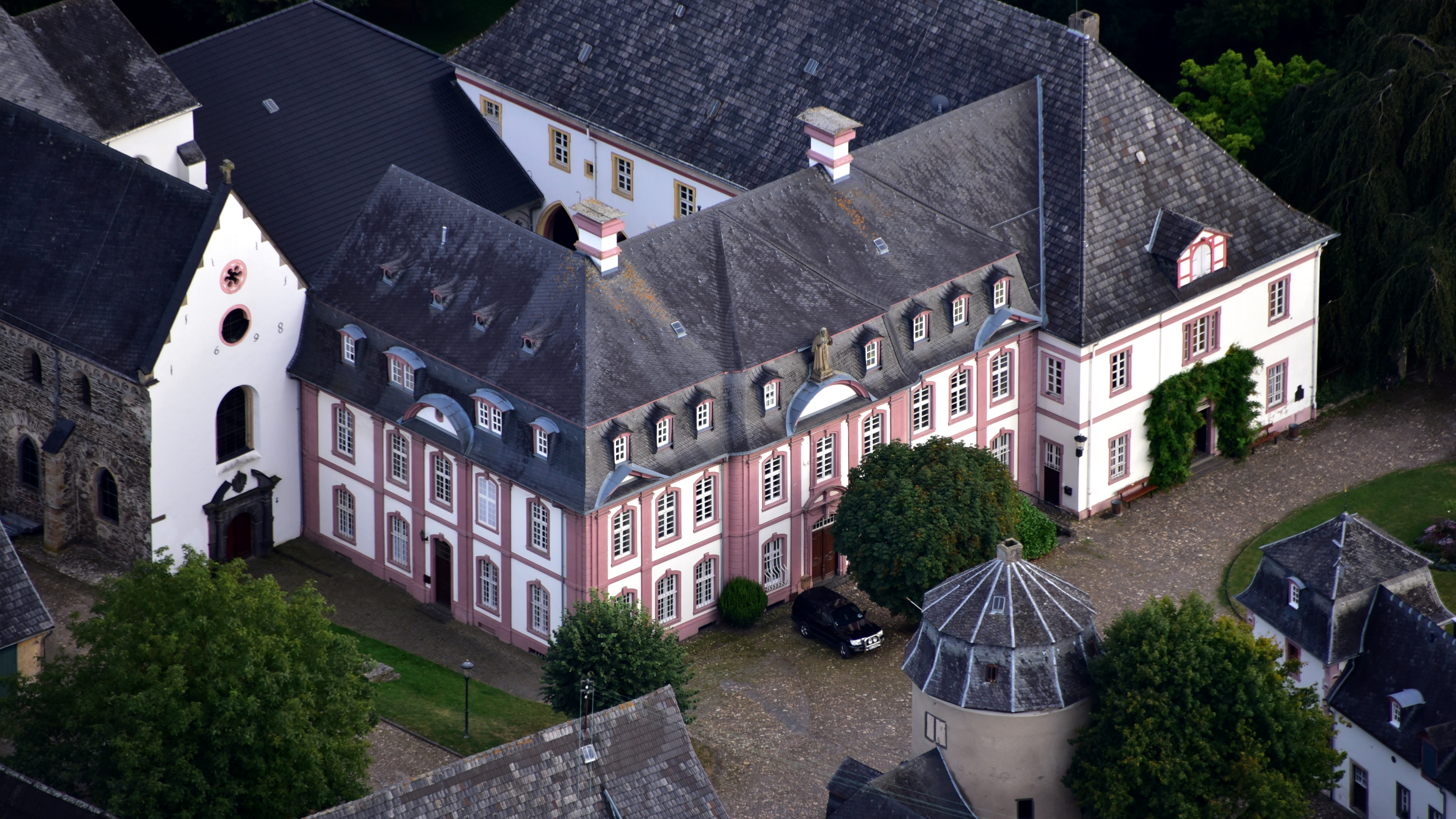
Abtei Rommersdorf, Luftaufnahme (2016)
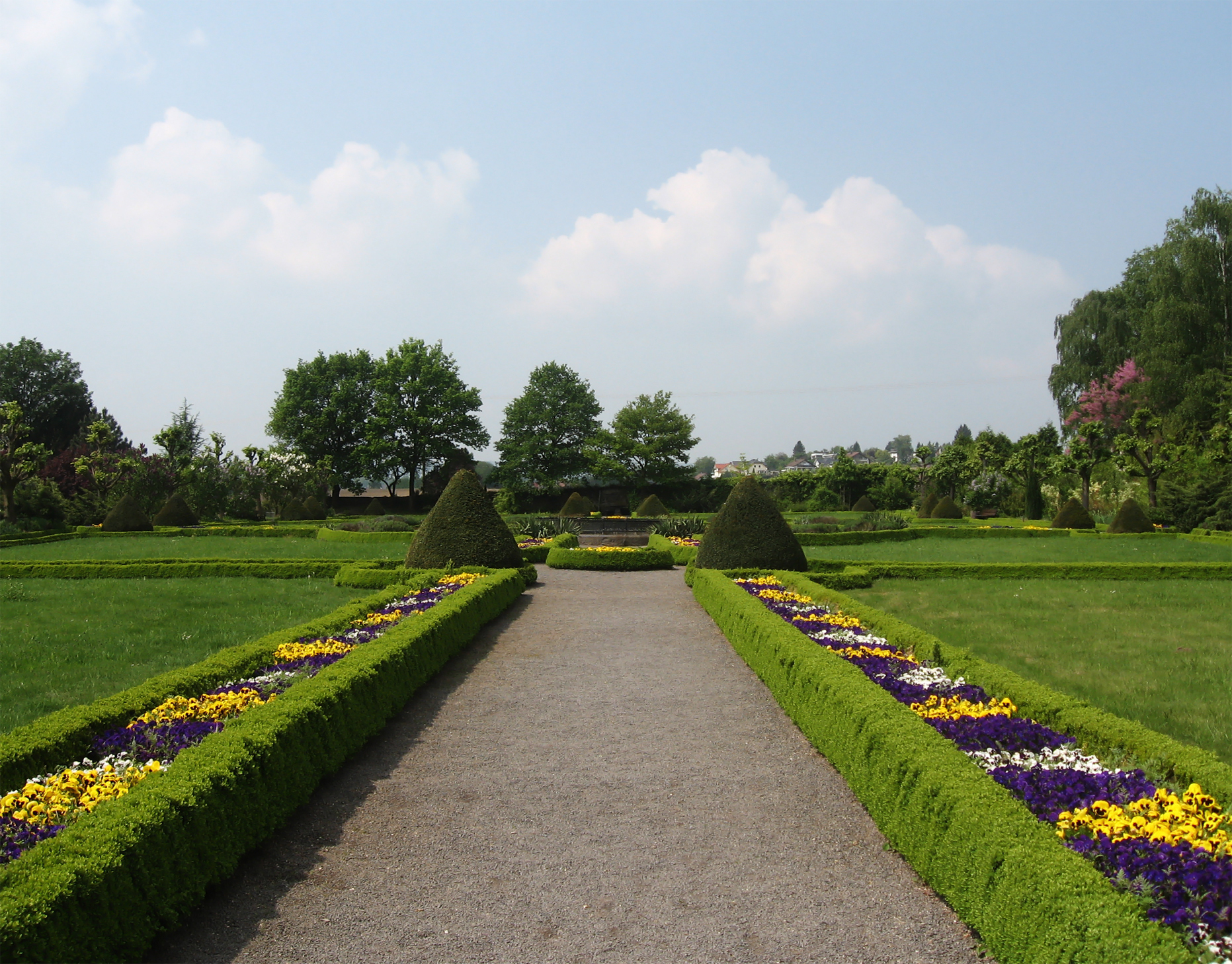
Garten der Abtei

Unter dem Trierer Erzbischof Albero von Montreuil sollte die Abtei um 1135 wieder besiedelt werden. Diesmal kamen auf Bestreben des Erzbischofs Prämonstratenser aus dem belgischen Floreffe an der Sambre. Die Abtei Rommersdorf galt von nun an als Tochterkloster der Abtei Floreffe.
Die einstmals prächtige Klosterkirche diente auch als Begräbnisstätte des isenburgischen Herrscherhauses, vornehmlich für den Abt und andere Konventsmitglieder, aber auch für Vertreter der umliegenden Adelsgeschlechter. Dazu gehörten vor allem die Grafen von Wied und Grafschaft Isenburg und die Herren von Braunsberg. Einer der Äbte, Bruno von Isenburg-Braunsberg (ab 1214 Abt, † 10. Dezember 1236), wurde von der katholischen Kirche heilig-gesprochen. Unter ihm nahm das Kloster einen bedeutenden Aufschwung. Bruno wurde 1213 von Papst Innozenz III. und noch einmal 1220 von Papst Honorius III. als Kreuzzugsprediger nach Trier gerufen. Unter seiner Leitung wurde das Kloster erweitert, auch errichtete er ein Krankenhaus. Papst Gregor IX. beauftragte ihn, für ihn einen Bericht der Wunder der hl. Elisabeth von Thüringen abzufassen, da er mit Ludwig IV. (Thüringen) und seiner Frau Elisabeth freundschaftlich verbunden war.
Die Kirche stand unter dem Patrozinium der hl. Jungfrau Maria. Sie hatte umfangreichen Besitz im umliegenden Kirchspiel Heimbach. Von Rommersdorf aus wurden weitere Tochterklöster gegründet. Diese waren allesamt Frauenklöster. Zu nennen sind dabei die Klöster Wülfersberg, dem Rommersdorfer Männerkloster benachbart, und der Hof Steinebach (Westerwald, bei Puderbach), Retters im Main-Taunus-Kreis, das Kloster Altenberg und das Kloster Dorlar bei Wetzlar. Bedeutsam wurde auch die Klosterkapelle in Adenroth bei Großmaischeid und das Hospital in Andernach.
Dem Wesen ihres Ordens nach waren die Prämonstratenser von Rommersdorf bestrebt, die Seelsorge in den umliegenden Pfarreien zu übernehmen. Die Orte Heimbach, Weis und Gladbach, die ein Kirchspiel bildeten, waren besonders eng an die Abtei Rommersdorf gebunden. Auch Neuwied und Engers zählten zu den Pfarreien des Klosters Rommersdorf.
Im Zuge der Säkularisation und des Reichsdeputationshauptschlusses kam es 1803 zur Auflösung der Prämonstratenserabtei Rommersdorf. Am 2. November 1802 begann der nassau-weilburgische Justizrat Carl Hergenhahn mit der vorläufigen Inbesitznahme des Stiftes Limburg und der Abteien Rommersdorf und Sayn. Am 16. November traf er in Rommersdorf ein und begann mit der Inventarisation des Besitzes der Abtei Rommersdorf. Gemäß Anweisung der kurtrierischen Regierung protestierte Müller dagegen, ergriff aber keine Maßnahmen. 5 Tage später erschien der kurtriersche Regierungsrat Stähler in Rommersdorf, konnte dort aber das kurfürstliche Verbot einer Zusammenarbeit mit Nassau nicht durchsetzen. Nach den Beschlüssen des Reichsdeputationshauptschlusses war jeder Widerstand gegen den Übergang der Landesherrschaft sinnlos geworden. Am 17. Juni 1803 gab der nassauische Hofrat Kayser den Beschluss zur Aufhebung der Abtei bekannt. Augustin Müller wurde mit einer Pension von 1500 Gulden pro Jahr in den Ruhestand geschickt. Ursprünglich hatte Kayser eine Pension von 2000 Gulden angeboten, Müller verzichtete aber zugunsten des Konventes auf 500 Gulden. Die Konventualen erhielten (soweit sie keine Pfarreien übernahmen) eine Pension zwischen 300 und 500 Gulden. Am 20. Juli 1803 ging die erste Zahlung ein und der Konvent wurde aufgelöst.
Zahlreiche Brände und mangelnder Gebäudeschutz führten dazu, dass nach 1912 lediglich eine Ruine der Kirche und des Turms bestand.
Dem 1972 gegründeten Fördererkreis und der 1976 hieraus entstandenen Abtei-Rommersdorf-Stiftung – die erste dem Denkmalschutz verpflichtete Stiftung landesweit – ist es zu verdanken, dass seit 1977 die Rettung des zunehmend verwahrlosten Komplexes in Angriff genommen wurde. Unter anderem erhielt die Kirche ein neues Dach, so dass der weitere Zerfall verhindert wurde und der Innenraum wieder genutzt werden kann, der Turm wurde mit einer neuen barocken Haube versehen. Heute dient die ehemalige Klosteranlage als Erholungs- sowie Veranstaltungsort für die Freilichtfestspiele der Stadt Neuwied und der Kreuzgangkonzerte. In den Abteigebäuden ist eine Außenstelle des Landeshauptarchivs Koblenz untergebracht. 2003 förderte die Deutsche Stiftung Denkmalschutz die denkmalgerechte Neueindeckung des von Nikolaus Lauxen geplanten, 1783 errichteten barocken „Gästehauses oder Hospitals“ in altdeutscher Deckung.

## Äbte in Rommersdorf von der Gründung bis zur Aufhebung der Abtei im Jahre 1803
Liste der Äbte des Benediktinerkonvents zu Rommersdorf 1117–1125 
| Amtszeit                | Name                      |
| etwa 1117 bis etwa 1125 | Hermann, aus Schaffhausen |

 Liste der Äbte des Prämonstratenserkonvents zu Rommersdorf 1135–1803 
Äbte mit gleichen Namen werden der besseren Unterscheidung wegen nummeriert.
| Amtszeit          |     | Name |
| 1135–1145         | 1.  | hl. Dietrich I. von Rommersdorf († 16. Dezember 1145), Gründerabt aus Floreffe, kehrte nach Floreffe zurück |
|                   |     | Vakanz |
| 1151–1153         | 2.  | Maccharius, aus Floreffe, resignierte, († 8. Mai) ⚰ in Rommersdorf |
| 1156–1160         | 3.  | Heinrich, ⚰ in Rommersdorf |
| 1160–1162         | 4.  | Rudolph, abgesetzt |
| 1162–1178         | 5.  | Engelbert, regierte 15 Jahre, abgesetzt bereits 1177 |
|                   |     | Vankanz |
| 1181              | 6.  | Vortlivius, aus Knechtsteden |
| 1198–1201         | 7.  | hl. Elias von Rommersdorf, († 24. März 1201) |
| 1202–1214         | 8.  | Reiner, als Kreuzzugsprediger auf der Rückreise bei Engers im Rhein ertrunken, († 11. September 1214) |
| 1214–1236         | 9.  | hl. Bruno von Isenburg-Braunsberg, Bruder von Ritter Johann von Braunsberg, resignierte, († 13. Juni 1236 oder 15. Juli 1236) |
| 1237–1244         | 10. | Heinrich II., († 1255 ?) |
| 1250–1256         | 11. | Gerhard I. Subprior im Rommersdorf 1241, resignierte, († nach 1270) |
| 1257              | 12. | Richwin († 22. Januar) |
| 1260–1268/69      | 13. | Embrico, Abt schon 1259 ?, resignierte, († 11. August) ⚰ in Rommersdorf |
| 1270              |     | Vakanz |
| 1270–1271         | 14. | Eberhard I., Prior in Rommersdorf 1268, 1270 |
| 1275–1277         | 15. | Theoderich II., dictus felix, Praepositus exteriorum seu provisosr 1268, 1270, resignierte, († nach 1287) |
| 1277              | 16. | Heinrich III., aus Stedebach |
| 1279              |     | Vakanz, Verwaltung von S. |
| 1287–1289         | 17. | Johann I. von Löwen, Subprior und Prior in Floreffe, 1267 Propst in Wenau, 1268 Abt in Sayn, 1272 Abt in Steinfeld, 1287 Abt in Rommersdorf, ab 14.11.1289 Abt in Floreffe, resignierte, († 27. August 1293) |
| 1288              | 18. | Waltelinus I. († 6. April 1293 ?) |
| 1294–1301         | 19. | Enolf von Sterneberg, († 10. Februar oder 26. Februar) |
| 1303–1304         | 20. | Philipp, aus Vallendar, 1263 Kleriker, resignierte oder abgesetzt († 3. Oktober) |
| 1305–1306         | 21. | Ludwig I. († 3. Dezember) |
| 1307 ?            | 22. | Konrad I., resignierte |
| 1308–1329/30      | 23. | Krafto von Bedendorf, († 7. April) |
| 1330              | 24. | Rorich I., 1330 Prior in Wülfersberg, Abt in Rommersdorf 25. April 1330 |
| 1332–1335         | 25. | Arnold von Winter, 1330, resignierte, († als Prior in Altenberg) |
| 1337 ?–1339 ?     | 26. | Hugo, 1341 ? |
| 1342              | 27. | Heinrich IV. |
| 1347 ?, 1353–1361 | 28. | Heinrich V. von Limburg |
| 1362              | 29. | Aegidius, Abt 1361 ? |
| 1362–1376         | 30. | Waltelius II., aus Leutesdorf, 1357 Pastor in Heddesdorf, 1376 abgesetzt von Abt Pierre de Blehen aus Floreffe, († 16. April 1376) |
| 1376 ?, 1379–1393 | 31. | Heinrich VI. Voiss, aus Sayn, Subprior, († vor 1408 (1394 ?) |
| 1393–1398         | 32. | Winhard, Abt nach 1393 bis vor 1398 |
| 1398              | 33. | Konrad II., Abt 1396 ?, († 1400 ?) |
| 1606–1408         | 34. | Johann II., aus Wetzlar, resignierte, († nach 1428) |
| 1414–1416         |     | Vakanz |
| 1416–1419         | 35. | Johann III., aus Rübenach, Subprior 1371, resignierte, († 1419) |
| 1421 ?, 1422–1429 | 36. | Konrad III., aus Heimbach, († 6. Juni 1429) |
| 1429–430          | 37. | Eberhard II., aus Heddesdorf ?, resignierte |
| 1430              | 38. | Rorich II., resignierte, († 26. August) |
| 1434              | 39. | Eberhard III. vom Fahr, resignierte, († 1436 ?) |
| 1434–1483         | 40. | Hubert, aus Köln, decretorum doctor, Abt in Rommersdorf 1433 ?–4. November, Bischof von Azot 6. Februar 1451, († 5. Februar 1793 oder 23. Juni 1485) ⚰ in Rommersdorf |
| 1484–1516         | 41. | Gisbert Keller, aus Heimbach, 1467, († 22. April 1517 ?) |
| 1516–1524         | 42. | Johann IV. Mant von Limbach, verschwägert mit den Herren von Helfenstein), Prior 1499, 1500, resignierte (Lepra), († 19. April 1527) |
| 1524–1553         | 43. | Thomas, aus Dieblich, Novize in Rommersdorf 1505, Sacellanus und Prior in Dorlar 1516, Abt in Rommersdorf 5. Juli 1524, (* um 1489, † 1553) ⚰ in Rommersdorf |
| 1553–1559         | 44. | Adam von Mülnarck, aus Westerburg, Abt in Rommersdorf 6. Dezember 1552, († 1. September 1559), ⚰ in Rommersdorf |
| 1559–1576         | 45. | Servatius Gerhards, aus Wetzlar, Abt in Rommersdorf 15. September 1559, († 21. Januar 1576), ⚰ in Rommersdorf |
| 1576–1595         | 46. | Johann V. Urbar, aus Koblenz, Prior in Marienroth, resignierte oder abgesetzt 1595, († 1618 in Beselich), ⚰ in Rommersdorf |
| 1595–1634         | 47. | Johann VI. von Limburg, aus Heddesdorf, Priester 1578, Abt in Rommersdorf 1595, Stellvertreter des Visitators Abt de Roberti von Floreffe, 1632 Flucht vor den Schweden, (* 1551; † 29. April 1634), ⚰ in Rommersdorf |
| 1634–1645         | 48. | Johann VII. Bielen, aus Heimbach-Weis, Prior in Altenberg, Abt in Rommersdorf 2. Mai 1634, († 29. Juli 1638), ⚰ in Rommersdorf |
| 1638–1645         | 49. | Kaspar Schildt, aus Köln, in Steinfeld 22. Juli 1617, Profeß März 1618, Ordination 1625, Vorsteher des Prämonstatenser-Seminars in Köln Mai 1628, in Prémontré 1630, Prior in Steinfeld 1631, Abt in Sayn 26. Dezember 1635, Abr in Rommersdorf 15. August 1638, (* 17. Oktober 1601 in Andern bei Köln; † 16. Mai 1645 oder 28. Mai in Köln in der Kirche des St. Norbert-Seminars)            |
| 1645–1654         | 50. | Nikolaus Simonis, aus Kaifenheim im Maifeld, Subprior in Rommersdorf, Abt in Rommersdorf 1645, (* um 1590 im Kaifenheim † 13. Dezember 1654 in Koblenz), ⚰ in Rommersdorf |
| 1655–1657         | 51. | Petrus Diederich, aus Boppard, Student in Köln, Student in Löwen 1635/36, Novize in Rommersdorf 1640, Prior in Altenberg 1643, Abt in Rommersdorf 2. Januar 1655, Generalvikar für Westfalen, resignierte 1657, danach in Floreffe und Prémontré, Pfarrer in Irlich und Freusburg, Pfarrer in Kirchen/Sieg 1665, (* um 1617 in Treis-Karden/Mosel, 20. April 1667 in Kirchen/Sieg) ⚰ in Kirchen |
| 1657–1671         | 52. | Gerhard II. von Entzen, aus Zülpich, Lizentiat 6. Februar 1625, MA 5. März 1625, Profeß 1626, Priester 23. Februar 1630, Rektor in St. Andreas 18. März 1636, Subprior und Prior in Niederehe 1644, Abt in Sayn 29. September 1655, Subprior und Lektor in Steinfeld, Abt in Rommersdorf 21. September 1657, Generalvikar für Westfalen (* 26.3.1604 ?; † 21. September 1671 in Koblenz)        |
| 1671–1705         | 53. | Carl Wirtz, aus Cochem, Pfandherr von Rhens, Profeß in Rommersdorf 1655, Subprior, Pfarrer in Irlich, Prior in Engelport 1664–1670, Abt in Rommersdorf 1671, (* um 1640 in Cochem; † 10. Dezember 1705) |
| 1706–1729         | 54. | Johann VIII. Wirtz, aus Cochem, Neffe von Karl Wirtz, Profeß 14. oder 19. Juni 1692, Prior in Marienroth, Provisor in Rommersdorf, Abt in Rommersdorf 24. Januar 1706, (* um 1660 in Cochem; † 25. Oktober 1729 in Heimbach) |
| 1729–1723         | 55. | Hermann Scheuss, aus Köln, Profeß 1691, Pastor in Irlich 1703–1729, († vor Juni 1732) |
| 1732–1746         | 56. | Friedrich (Ludwig II.) von Coll, Bruder des trierischen Kanzlers, Abt in Rommersdorf 25. Juni 1732, Benediction 5. Oktober 1732 von Kurfürst Franz Georg in Koblenz, († 1. oder 14. Juli 1746 in Koblenz) |
| 1746–1772         | 57. | Werner Diepram, aus Xanten, Abt in Rommersdorf 1. August 1746, († 26. Juni 1772) |
| 1772–1792         | 58. | Franz Kech, aus Wetzlar, Profeß 29. September 1745, Cellarius 5. Dezember 1753, Abt in Rommersdorf 14. Juli 1772, Generalvisitator, († 10. Juli 1792) |
| 1792–1803         | 59. | Augustinus Müller, aus Vallendar, Profeß in Rommersdorf 25. Juli 1771; Pastor in Heimbach 1789, Abt in Rommersdorf 6. August 1792, verließ die Abtei am 25. Juli 1803, (* 1751 in Vallendar; † 2. Juni 1821 in Ehrenbreitstein), letzter Abt in Rommersdorf |

## Trivia
In der Abtei Rommersdorf wurden im Sommer 2021 die meisten Szenen des Fernsehfilms Da hilft nur beten! mit Kristin Suckow und David Rott in den Hauptrollen gedreht.